# Павло (Кратіров)
Єпи́скоп Па́вло (у світі Па́вло Федорович Кратіров; 6 (14) травня 1871, село Покровське, Тотемський повіт, Вологодська губернія — 5 січня 1932, Харків) — єпископ Російської православної церкви, єпископ Старобільский, вікарій Харківської єпархії РПЦ. Діяч руху непоминаючих в Російській православній церкві.

## Життєпис
Народився у родині священика Молочської Троїцької церкви. Митрополит Мануїл (Лемешевський) наводить неточні свідчення про те, що батьком єпископа Павла був Іван Олександрович Кратіров, секретар Ради та правління МДА, а далі єпископ Саратовський Іоанн (Кратіров).
Закінчив Вологодське духовне училище.
1891 – закінчив Вологодську духовну семінарію за першим розрядом  і 22 листопада того ж року призначений на посаду вчителя зразкової школи грамоти у Новочеркаську.
1896 – закінчив Казанську духовну академію із ступенем кандидата богослов’я із правом викладання в семінарії і з правом отримання ступеню магістра богослов’я без нового усного іспиту.

### Викладач
У тому ж році призначений викладачем Закону божого у школі в рідному селі .
10 липня 1897 – призначений на посаду викладача грецької мови в Тульській духовній семінарії.
26 вересня 1902 переміщений на посаду викладача словесності в Курській духовній семінарії, звідки наказом Обер-Прокурора Святого Синоду з 12 березня 1902 переведений на посаду викладача основного, догматичного та морального богослов’я у Харківській духовній семінарії.
Одночасно був законовчителем у чоловічій і жіночій гімназії . На 1903 мав чин надвірного радника та орден святого Станіслава 3 ступеню. Активно друкував свої праці у періодичних виданнях єпархії .
Висловлювався на підтримку смертної кари для революціонерів, що здійснили політичні убивства. 
9 вересня 1909 звільнений з посади викладача російської мови у 6 нормальному класі (4 урока) Харківського єпархіального жіночого училища «внаслідок ускладнення його занять в Духовній семінарії згідно прохання» (рішення затвердження правлячим архієреєм 16 вересня).
У червня 1914 став вдівцем. Залишилося три доньки: Валентина, Інна та Зоя.
Викладав у Харківській духовній семінарії до її закриття у 1918 році.

### Священнослужитель
У квітні 1920 – тимчасово управляючим Харківською єпархією був призначений архієпископ Нафанаїл (Троїцький). Основною його турботою стало вирішення кадрової проблеми.
11/24 вересня 1921 був рукопокладений в сан диякона, а 13/26 вересня того ж року — в сан священика. Служив у храмі Озерянської Божої Матері в Харкові.
12/25 січня 1922 за пропозиції архієпископа Нафаноїла призначений бути єпископом Старобільським, вікарієм Харківської єпархії, «із тим щоби нареччення та хіротонія його в сан єпископа після попереднього постриження у ченці і зведення у сан архімандрита здійснені були у Харкові». При цьому майбутньому єпископу Старобільському надавалися «права напівсамостійного єпископа із низкою справ на розсуд Вашого Преосвященства. Місцем проживання єпископа Старобільського призначити Харківський Покровський монастир». Окрім того після рукопокладення в єпископський сан йому надавалися «права настоятеля Старо-Харківського Курязького Преображенського монастиря».
15/28 січня 1922 у Трьохсвятительській церкві Покровського монастиря його намісник — ієроманах Палладій постриг священика Павла Кратірова у чернецтво з іменем Павел.
2/15 лютого того ж року у Катедральному соборі Харкова ієромонах Павел зведений в сан архімандрита.

### Єпископ Старобільський
5/18 лютого здійснилося його наречення в єпископа, а 6/19 лютого — хіротонія в єпископа Старобільського у церкві «Усіх, хто в скорботі радісний» Покровського монастиря, за іншими даними наречення і хіротонія були здійснені у Катедральному соборі. Хіротонію здійснили митрополит Курський та Обоянський Назарій Кирилов, архієпископ Харківський та Охтирський Нафанаїл (Троїцький), єпископ Сумський Корнилій Попов (єпископ) та єпископ Білгородський Никон (Пурлевський).
У травні 1922 після арешту Патріарху Тихона при підтримці влади було утворене обновленське Вище церковне управління. Архієпископ Харківський Нафанаїл та єпископ Старобєльський Павло відмовився підкорятися йому. 
6/19 серпня 1922 ВЦУ звільнило на покій єпископа Павла, а 11/24 серпня архієпископа Нафанаїла. Накази про звільнення на покій і висланню за межі Харківської єпархії були ним оголошені у народному комісаріаті юстиції (НКЮ) 15/28 серпня 1922.
Газета «Комуніст» від 16/29 серпня 1922 повідомила: «Учора о тринадцятій годині, Харківський архієп. Нафанаїл, єп. Старобільський Павел (вікарій), члени єпархіальної наради протоієреї Буткевич та Попов і протоієрей Воскресенської церкви Івана Гаранін були викликані до Наркомюсту де, у присутності присутності представника НКЮ тов. Сухоплюєва, уповноважений ВЦУ на Харківщині, громадяних Захаржевський оголосив їм за підписом постанови ВЦУ про звільнення їх за штат з висланням їх за межі Харківської єпархії. Звільнений архієрей і його приспішники спробували було заперечувати проти постанови ВЦУ, але потім дали обов’язок підкоритися цьому рішенню. Потім у присутності НКЮ, міліції, уповноваженого ВЦУ, приміщення єпархіальної наради було опечатане».
4/17 вересня 1922 архієпископ Нафанаїл був притягнутий до суду, і незабаром висланий із Харкова. До міста він більше не повернувся, і тому на загальному зібранні духовенства та мирян, яке відбулося восени цього ж року у Старо-Троїцькій церкві було прийняте рішення: «Для очолювання Харківської єпархії був запрошений єпископ Старобільський Павло», який тієї ж осені повернувся до міста, але ніде не служив.
17 березня 1923 ДПУ арештувало його разом із 13-ма священиками та двома мирянами. Цього дня у Благовіщенському соборі співав лише хор, тому що усі священики були арештовані. Міліція опечатала собор і забрала ключі у прихідської ради. 23 березня собор був переданий обновленцям.
Згідно постанови особливої комісії ДПУ УССР по адміністративних висилках від 2/15 травня 1923 було визначено: «Вислати за межі України терміном на 3 роки Старобільського Павла, — Кратірова Павла Федоровича, Колчицького Миколу Федоровича — протоієрея Благовіщенського собору, Закоровського Миколу Михайловича — протоієрея, Радченка Павла Митрофановича — священика, мирян — Габієва Сергія Олександровича та Стешенка Петра Петровича». Причиною арешту та висилки єп. Павла та деяких священників була у тому, що вони не визнавали ВЦУ як канонічний заклад і не бажали підкорюватися ставленикам «Живої церкви». 8/21 травня 1923 звільнений під розписку і виїхав до Криму.
У Криму деякий час керував Ялтинським вікторіанством Таврійської єпархії, але був там недовго. Потім мешкав у Абхазії. 
Потім переїхав до Вологди. 
3 (16) серпня 1923 відслужив першу літургію у Вологді. 4 вересня був назначений тимчасовим управителем Вологодською єпархією, але 14 (27) вересня поїхав із Вологди. 
14 листопада 1923 постановою Патріархі Тихона та тимчасовим Священним Синодом призначен єпископом Олександрівськима, вікарієм Володимирської єпархії . Жив у Владимирі. Потім переїхав у Великий Устюг.
Деякий час мешкав у Москві. За спогадами ігуменії  Іуланії Невакович:

| Ігумен’я Інна повідомила сестрам храму Христа Спасителя, що десь у перевулку біля Остроженки знаходиться хворий у зношеному одязі архієрей, що тільки-но вийшов із в’язниці. <…> Сестри пішли провідати Владику і дізналися від нього, що він тільки вийшов із Бутирської тюрми, де пробув біля шести місяців, мешкає у своїх родичів і хворий на туберкульоз. У сані єпископа від вже два роки, але як і у першій єпархії, куди він був призначений Святійшим Патріархом вікарним, так і у подальших, його заарештовували десь через місяць після приїзду. <…> Його показали лікарю, робили йому уколи, годували, трохи одягнули. Владика підбадьорився і весною (ми познайомилися із ним весною) поїхав до батьківщини в Крим. Восени цього ж року обновленцями був призначений диспут. Головний їх ворог, Владика Іларіон, він вже був на Соловках. Перед самим диспутом усі припустимі опоненти, небезпечні для обновленців, що виступали на диспуті, були арештовані, і не лише протоієреї (у тому числі о. Олександр Хотовицький), але навіть миряни. У день диспуту до Москви приїхав єпископ Павло, що трохи оговтався у Криму. Йому хотілося побачити святійшого Патріарха і попрохати його про призначення, як він гадав, востаннє. Йдучи по Москві, він побачив великі плакати, що оголошували про диспут. Прийшовши до своїх родичів, людям церковним, він дізнався про арешти і тоді вирішив піти на диспут і там говорити на славу Божу. Вигляд мав невиразний, одежа теж, нічию увагу привернути не міг, а тому, коли на диспуті він попрохав слова, йому із задоволенням дали. Але коли Владика заговорив, і не лише розбив усі доводи обновленців, але так палав любов’ю до Господа, що у цю мить усі аудиторія була готова йти із ним разом на Хрест. Диспут закінчили миттєво, не давши говорити наступним ораторам. Публіка кинулася дізнаватися, хто цей проповідник. Дізнавшись, що це єпископ, всі стали підходити під благословіння і висловлювати своє захоплення йти за Христом на хрест. Але пішов на хрест того дня лише Владика Павло.[7]. |

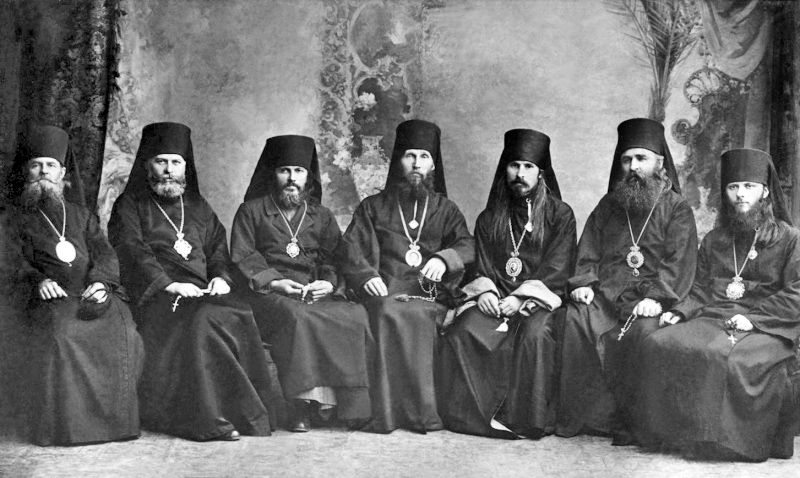
Зліва направо: єпископи Стефан Адріашенко, Костянтин (Дяков), Павло Кратіров, Борис (Шипулін), Онуфрій (Гагалюк), Дамаскин Цедрик, Антоній Панкєєв. Харків 1924

Підписав акт про сприйняття церковної влади митрополитом Петром Полянським від 1/14 квітня 1925, де йменувався єпископом Старобільским.
З весни 1925 жив у Харкові на вулиці Марінська у статусі засланця.
Весною 1926 підтримав претензії митрополита Ярославського Агатандела Преображенського на пост Патріаршого місцеблюстителя; вважав митрополита Сергія загарбником вищої церковної влади ще до створення ним Тимчасового Патріаршого Священного синоду і видання «Декларації» від 16/29 липня 1927, за що був заборонений у священнослужінні екзархом України митрополитом Михайлом Єрмаковим.

### В опозиції митрополиту Сергію
У кінці 1927 відправив листа митрополиту Ярославському Агатанделу і отримав від нього підтримку, тому що той назвав митрополита Сергія «узурпатором церковної влади».
У лютому 1928 у запільній церковній літературі написав лист-послання «Наші критичні зауваження з приводу другого послання митрополита Сергія». 
У квітні 1928 надіслав Заступнику Патріаршого Місцеблюстителя митрополиту Сергію офіційну заяву про відхід від нього, за що був заборонений у священнослужінні постановою митрополита Сергія та Тимчасового Патріаршого Священного Синоду при ньому. У цей час мешкав на вулиці Мануїлівській, 11, не маючи місця.
У травні 1928 написав другий лист-послання «Про модернізовану Церкву чи про Сергієве православ’я», у якому пішов далі інших критиків Заступника Патріаршого Місцеблюстителя митрополита Сергія, звинувачуючи у розколі та єресі і у боговідсупництві.: «Митр. Сергій не особисто від себе і свого Синоду, але від імені усієї Православної Соборної Церкви вклонився людинобогу, що говорить гордо і богохульно… Я, грішник, думаю, що таких церковних діячів треба назвати не тільки єретиками і розкольниками, але боговідступниками. Адже митр. Сергій вводить до церковного богослужіння нечувану в історії Церкви єресь модернізованого боговідступництва, природним наслідком якого стала церковна смута і розкол». При цьому більшість тих, що відділилася від митрополита Сергія пояснювали своє від’єднання головним чином перебільшенням ним своїх повноважень заступника Патріаршого Місцеблюстителя Митрополита Петра Полянського.
У травні 1928 митрополит Агатандел і його вікарії направили митрополиту Сергію листа, у якому повідомили, що не припиняли і не припинятимуть молитовного спілкування з ним, що значило примирення митрополита Сергія і митрополита Агатандела і відмову останнього від претензій на посаду Патріаршого Місцеблюстителя.
Після цього єпрископ Павло імовірно від’єднується від митрополита Агатандела. Влітку того ж року через протоієрея Миколу Загоровського, що відбував заслання у Ленінграді, дізнається про єпископа Дмитра Любимова, який за відсутності у Ленінграді митрополита Іосифа Петрових фактично керував іософлянським рухом. Єпископ Павло пише єпископи Дмитру листа у якому повідомляє, що це у 1926 вийшов із підпорядкування митрополита Сергія і просив його прийняти до його молитовного спілкування.
Єпископ Дмитро попрохав документи і пояснення з цього питання, і після того, як отримав прийняв єпископа Павла у спілкування, а також запропонував йому окормляти найближчі істино-православні общини. Таким чином, з літа єпископ Павло почав легальну діяльність у якості правлячого архієрея. Його викликали до каральних органів ОГПУ, спитали про його ставлення до «Декларації…» і дозволили робити виїзди для служіння в храмах, які до нього приєдналися. Протягом літа 1928 до нього приєдналося біля 20 общин, надалі його юрисдикцію визнала ще низка приходів. Від усіх общин він вимагав законно прийнятної постанови про приєднання до нього.
Скоро знову викликали до ОГПУ і вимагали припинити возносити ім’я Патріаршого Місцеблюстителя митрополита Петра. Після відмови владики виконати цю вимогу, послідувала заборона на подальші поїздки і подальші приєднання приходів.
У кінці вересня 1928  знову викликали до ОГПУ, де йому дозволили дальні поїздки щоразу за особливого дозволу, але у березні 1929 послідувала остаточна заборона. Виїжджати на служби в інші міста він перестав, хоча продовжував приймати общини . Загалом очолив біля 40 «іосифлянських» приходів у Харківській, Сумській і Дніпровській округах.
Із Ленінграду до єпископа Павла приїжджали із посланнями: ігумен Клавдій Савинський, черниця Раздобаровського монастиря Антонія, син настоятеля собору Воскресіння Христова (Спаса-на-Крові) інженер Ілля Верюжський, що у 1923—1930 працював у Харкові . Єпископ Павло звертався до єпископа Дмитра за Святим Миром, антимінсами, посилав до нього кілька разів представників своєї пастви для здійснення хіротоній .
У 1931 – арештований у Харкові у справі «контрреволюційної організації Істинно-Православна Церква». З січня по березень 1931 був допитаний 24 рази, провину за собою не визнавав, однак не приховував свого негативного ставлення до політики совєцької влади: «Так зване розкуркулення куркуля з релігійної точки зору — явище безумовно гріховне. Так воно і розцінюється, без сумніву, усіма віруючими людьми». 

| Якщо я буду чесно виконувати свої пастирські обов’язки, я буду розглядатися як особа небажана і навіть шкідлива з точки зору теперішньої влади; якщо я буду благословляти і схвалювати усі починання теперішньої влади, противні релігії і навіть направлені усупереч їй, я буду безчесним і нічого не вартим служителем Церкви. |
2 січня 1932 важко хворий єпископ був засуджений більшовиками до 10 років ув’язнення. За три дні помер у тюремній лікарні. Похований на цвинтарі, який знаходився неподалік від Озерянської церкви, що на Холодній Горі.

## Канонізація
1 листопада 1981 рішенням Архієрейського Собору Російської православної церкви закордоном канонізований в ликі священномученика з включенням до Собору новомучеників та ісповідників Російських з установленням пам'яті 23 грудня..
23 грудня 2014 рішенням Російської православної церкви в Україні включений до складу Собору Старобільських святих (пам’ять 14/27 травня).

## Праці
- «Святитель Задонский Тихон, как пастырь и пастыреучитель» // «Православный собеседник», 1897, январь, февраль, март, декабрь.
- «По поводу недоумений, касающихся Таинства брака» [Архівовано 21 жовтня 2020 у Wayback Machine.] // «Вера и Разум». 1904. Т. I Ч. I. СС. 639—650
- Письмо епископа «отошедшего» к епископу «неотошедшему», 31 декабря 1927
- Критические Замечания по поводу второго послания (18/31 дек. 1927 г.) митр. Сергия. Февраль 1928 г.
- Первое письмо епископа [Архівовано 23 жовтня 2020 у Wayback Machine.], 3 апреля ст. ст. 1928 г.
- О модернизированной Церкви или о сергиевском «православии», Май 1928 г.